# Шоба (река)
Шоба (Верхняя Шоба, Койбо-река) — река в России, протекает по территории Сегежского района Карелии. Устье реки находится в 78 км по правому берегу Беломорско-Балтийского канала. Длина реки — 35 км, площадь водосборного бассейна — 168 км².
Высота устья — 60,2 м над уровнем моря.
Протекает через озёра Шобозеро и Пелонч.
В 30 км от устья, по левому берегу реки впадает река Карга.

## Данные водного реестра
По данным государственного водного реестра России относится к Баренцево-Беломорскому бассейновому округу, водохозяйственный участок реки — Нижний Выг от Выгозерского гидроузла и до устья. Речной бассейн реки — бассейны рек Кольского полуострова и Карелии, впадает в Белое море.
Код объекта в государственном водном реестре — 02020001312102000006253.

## Фотографии
|  |  |